# Lucidchart
Lucidchart est une plateforme de collaboration en ligne, basée sur le cloud, permettant la création de diagrammes et la visualisation de données, et autres schémas conceptuels. 
La startup hébergeant Lucidchart a été lancée en décembre 2008, et est basée à Salt Lake City. Cette solution constitue une alternative à Microsoft Visio, avec lequel Lucidchart est compatible.

## Fonctionnalités
Reposant sur des standards comme HTML5 et Javascript, l'interface est accessible via n'importe quel navigateur Web. Elle permet l'utilisation du glisser-déposer sur une zone de travail pour créer des diagrammes et schémas techniques. Il est également possible d'importer des images via le moteur de recherche d'images de Google.
La plateforme fournit des centaines de modèles de diagrammes : organigrammes, logigrammes, cartes conceptuelles, cartes mentales, diagrammes UML, schémas de classification, diagrammes fonctionnels, diagrammes MCD, frise chronologique, diagrammes de flux, arbres de décision, arbre généalogique, etc.